# Braathens Regional Airways
Braathens Regional Airways (code AITA : DC ; code OACI : BRX) (anciennement connue sous le nom de Golden Air et de Braathens Regional) est une compagnie aérienne suédoise. Elle exploite des vols charters et des vols réguliers pour la compagnie aérienne virtuelle BRA Braathens Regional Airlines.

## Histoire

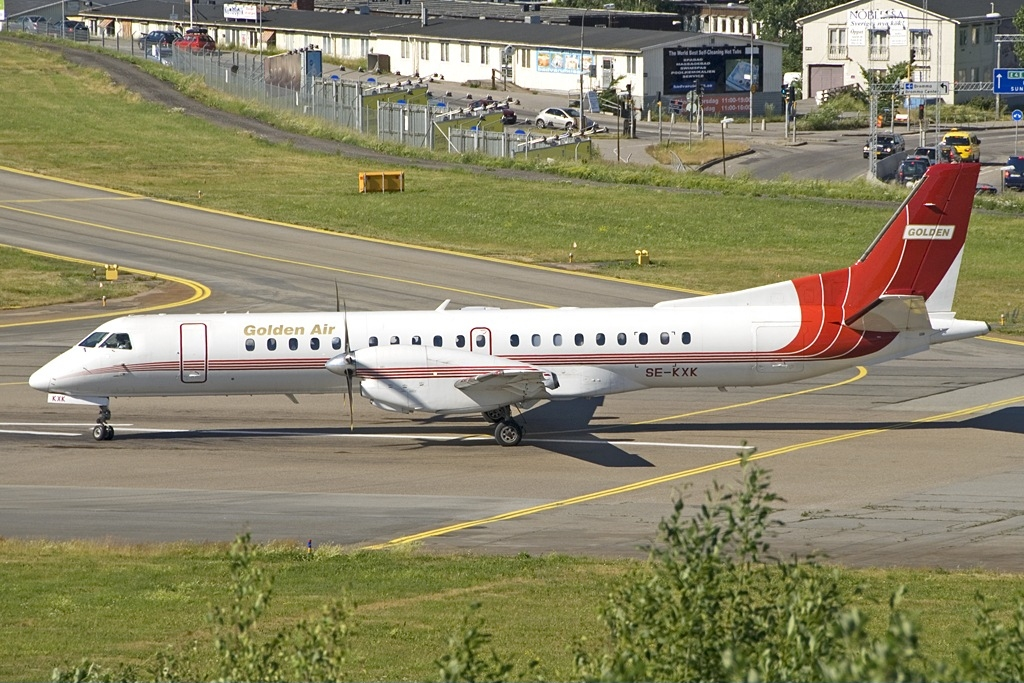
Saab 2000 de Golden Air

## Flotte
Au mois de janvier 2018, la flotte de Braathens Regional Airlines est composée des appareils suivants:
| Appareils  | En service | Commandes | Passagers | Notes                                                       |
| ---------- | ---------- | --------- | --------- | ----------------------------------------------------------- |
| ATR 72-500 | 4          | 0         | 72        | Tous opérés pour BRA Braathens Regional Airlines            |
| ATR 72-600 | 10         | 0         | 72        | Tous opérés pour BRA Braathens Regional Airlines, 6 options |
| Total      | 14         | 0         |           |                                                             |